# (73800) 1995 ML7
(73800) 1995 ML7 – planetoida z pasa głównego asteroid okrążająca Słońce w ciągu 5,3 lat w średniej odległości 3,04 j.a. Odkryta 25 czerwca 1995 roku.